# مین‌گذار ایتسوکوشیما
مین‌گذار ایتسوکوشیما (به انگلیسی: Japanese minelayer Itsukushima) یک زیردریایی با طول ۱۰۰ متر (۳۳۰ فوت) بود. این زیردریایی در سال ۱۹۲۹ ساخته شد.